# Liste unumstrittener Boxweltmeister
Diese Liste unumstrittener Boxweltmeister bietet eine Übersicht über alle unumstrittenen Boxweltmeister unabhängig von den Gewichtsklassen. Die einzigen Gewichtsklassen, in denen es bisher noch keinen unumstrittenen Weltmeister gab, sind, Superbantam-, Halbfliegen- und Strohgewicht.
Der bisher einzige Boxer, der dreimal unumstrittener Boxweltmeister werden konnte, unabhängig von den Gewichtsklassen, ist Muhammad Ali.

## Schwergewicht
| Von | Bis                | Weltmeister                   | Verbände            | Erfolgreiche Verteidigungen |
| --- | ------------------ | ----------------------------- | ------------------- | --------------------------- |
| 24. Juli 1922 | 23. September 1926 | Jack Dempsey                  | NYSAC & NBA         | 2                           |
| 23. September 1926 | 31. Juli 1928      | Gene Tunney                   | NYSAC & NBA         | 2                           |
| Tunney gab seinen Rücktritt bekannt. Max Schmeling gewann die unbesetzten Titel (nach einem Sieg gegen Jack Sharkey, der wegen eines unerlaubten Schlags unterhalb der Gürtellinie disqualifiziert wurde). |                    |                               |                     |                             |
| 12. Juni 1930 | 7. Januar 1931     | Max Schmeling                 | NYSAC & NBA         | 0                           |
| Schmeling wurde der NYSAC-Titel aberkannt, weil er eine Revanche mit Sharkey ablehnte. Der NYSAC-Titel blieb unbesetzt, bis die beiden letztendlich miteinander boxten. (Diesmal gewann Sharkey nach einer sehr kontroversen und umstrittenen Entscheidung.) |                    |                               |                     |                             |
| 21. Juni 1932 | 29. Juni 1933      | Jack Sharkey                  | NYSAC & NBA         | 0                           |
| Sharkey verlor seine Titel an Primo Carnera, aber der NBA-Verband weigerte sich, Carnera als seinen neuen Verbandsweltmeister anzuerkennen (aufgrund des Verdachts auf Kampfmanipulation). Der NBA-Titel blieb unbesetzt, bis Max Baer ihn im darauffolgenden Jahr besiegte. (Carnera ging im Kampf 11-mal zu Boden.) |                    |                               |                     |                             |
| 14. Juni 1934 | 13. Juni 1935      | Max Baer                      | NYSAC & NBA         | 0                           |
| 13. Juni 1935 | 22. Juni 1937      | Jim Braddock                  | NYSAC & NBA         | 0                           |
| 22. Juni 1937 | 1. März 1949       | Joe Louis                     | NYSAC & NBA         | 25                          |
| Louis gab seinen Rücktritt bekannt. Ezzard Charles gewann den unbesetzten NBA-Titel und besiegte Louis in dessen Comeback-Debütkampf für die universale Anerkennung. |                    |                               |                     |                             |
| 27. September 1950 | 18. Juli 1951      | Ezzard Charles                | NYSAC & NBA         | 4                           |
| 18. Juli 1951 | 23. September 1952 | Jersey Joe Walcott            | NYSAC & NBA         | 1                           |
| 23. September 1952 | 27. April 1956     | Rocky Marciano                | NYSAC & NBA         | 6                           |
| Marciano gab seinen Rücktritt bekannt. Floyd Patterson gewann die unbesetzten Titel. |                    |                               |                     |                             |
| 30. November 1956 | 26. Juni 1959      | Floyd Patterson               | NYSAC & NBA         | 4                           |
| 26. Juni 1959 | 20. Juni 1960      | Ingemar Johansson             | NYSAC & NBA         | 0                           |
| 20. Juni 1960 | 25. September 1962 | Floyd Patterson (2)           | NYSAC & NBA         | 2                           |
| 25. September 1962 | 23. August 1962    | Sonny Liston                  | NYSAC & NBA         | 1                           |
| 23. August 1962 | 22. Juli 1963      | Sonny Liston                  | NYSAC & WBA         | 1                           |
| 22. Juli 1963 | 25. Februar 1964   | Sonny Liston                  | NYSAC, WBA & WBC    | 1                           |
| 25. Februar 1964 | 19. Juni 1964      | Muhammad Ali als Cassius Clay | NYSAC, WBA & WBC    | 0                           |
| Ali wurde der NYSAC- und der WBA-Titel aberkannt, weil er eine sofortige Revanche mit Liston bestritt (was zu seiner Zeit gegen die Verbandsregeln war). Trotz dieser Kontroverse besiegte Ali Liston in beeindruckender Weise durch einen KO in der ersten Runde. (Währenddessen schoss Neil Leifer das berühmte Foto, auf dem Ali den niedergestreckten Liston zum Weiterkämpfen aufforderte. Dieses ikonografische Sportfoto zählt heute zu den bedeutendsten Werken der Sportfotografie.) Ernie Terrell gewann die unbesetzten NYSAC- und WBA-Titel und verlor diese in einem Vereinigungskampf an Ali. |                    |                               |                     |                             |
| 6. Februar 1967 | 28. April 1967     | Muhammad Ali (2)              | NYSAC, WBA & WBC    | 1                           |
| Ali wurde der NYSAC- und der WBA-Titel wieder aberkannt und vom Boxsport suspendiert, weil er sich der Einberufung durch die US Army (während des Vietnamkriegs) entzog. Eine baldige Rückkehr schien fast ausgeschlossen, weshalb 1969 der WBC-Verband nach jahrelangem Warten letztendlich den Titel freigab. Joe Frazier gewann den unbesetzten NYSAC-Titel und Jimmy Ellis den unbesetzten WBA-Titel. Frazier besiegte Ellis für die universale Anerkennung, jedoch wurde diese von Ali umstritten. Im Jahr 1971 besiegte Frazier Ali in dessen drittem Comeback-Kampf, um die Rechtmäßigkeit seines Triumphs außer Frage zu stellen. (Zu Fraziers Gunsten wirkte sich aus, dass Ali bei seinem Comeback aufgrund seiner plötzlichen Rückkehr aus einer 3 ½-jährigen Suspendierung nicht in Form war.) |                    |                               |                     |                             |
| 16. Februar 1970 | 16. Februar 1970   | Joe Frazier                   | NYSAC, WBA & WBC    | 4                           |
| 16. Februar 1970 | 22. Januar 1973    | Joe Frazier                   | WBA & WBC           | 4                           |
| 22. Januar 1973 | 30. Oktober 1974   | George Foreman                | WBA & WBC           | 2                           |
| 30. Oktober 1974 | 15. Februar 1978   | Muhammad Ali (3)              | WBA & WBC           | 10                          |
| 15. Februar 1978 | 18. März 1978      | Leon Spinks                   | WBA & WBC           | 0                           |
| Spinks wurde der WBC-Titel aberkannt, weil er eine sofortige Revanche mit Ali bestritt, anstatt gegen den WBC-Pflichtherausforderer #1 Ken Norton anzutreten. Der WBC-Titel ging an Norton (der diesen nach einer kurzen Zeit an Larry Holmes verlor) und der WBA-Titel (nach einer verlorenen Revanche) wieder an Ali. Nach diesem Sieg gab Ali seinen Rücktritt bekannt. (Zu diesem Zeitpunkt war seine Aussprache infolge seiner Parkinsonerkrankung bereits undeutlich geworden.) Promoter Don King versuchte einen Vereinigungskampf zwischen Holmes und John Tate (der kurz zuvor den unbesetzten WBA-Titel gewonnen hatte) zu veranstalten, jedoch fand dieser nie statt. Die Titelvereinigung gestaltete sich noch schwieriger, als 1983 ein dritter Verband namens IBF einen Weltmeisterschaftstitel mit Holmes als seinen ersten Halter im Schwergewicht einführte. Holmes gab im Austausch seinen WBC-Titel frei. Die verschiedenen Titel wurden über einen langen Zeitraum getrennt gehalten, bis HBO Sports in Kooperation mit King zwischen 1986 und 1987 eine Serie von Profikämpfen veranstaltete, bekannt als die „Heavyweight World Series“. Das Ziel dieses Turniers war es, einen unumstrittenen Weltmeister zu ermitteln. Das Turnier endete mit dem Sieg von Mike Tyson gegen Tony Tucker. Im Verlauf des Turniers wurde Michael Spinks, der jüngere Bruder von Leon Spinks, der IBF-Titel (den er kurz zuvor durch einen Sieg gegen Holmes gewonnen hatte) aberkannt, weil er einen Kampf mit Gerry Cooney bestritt, anstatt gegen den IBF-Pflichtherausforderer #1 Tucker anzutreten. Somit wurde Tysons Triumph, ähnlich wie bei Frazier zuvor, in Frage gestellt, bis die beiden 1988 miteinander boxten. Tyson besiegte M. Spinks in der ersten Runde durch KO. |                    |                               |                     |                             |
| 1. August 1987 | 11. Februar 1990   | Mike Tyson                    | WBA, WBC & IBF      | 6                           |
| 11. Februar 1990 | 25. Oktober 1990   | James Douglas                 | WBA, WBC & IBF      | 0                           |
| 25. Oktober 1990 | 13. November 1992  | Evander Holyfield             | WBA, WBC & IBF      | 3                           |
| 13. November 1992 | 14. Dezember 1992  | Riddick Bowe                  | WBA, WBC & IBF      | 0                           |
| Bowe wurde der WBC-Titel aberkannt, weil er einen Kampf mit dem WBC-Pflichtherausforderer #1 Lennox Lewis ablehnte und den WBC-Gürtel während einer Pressekonferenz demonstrativ in eine Mülltonne warf. Der WBC-Titel ging an Lewis und der WBA- und der IBF-Titel (nach einer verlorenen Revanche) wieder an Holyfield. Der WBC-Titel blieb überwiegend bei Lewis, aber der WBA- und der IBF-Titel wechselten zwischen diversen Boxern. Nach 7 Jahren fand ein Vereinigungskampf statt. Lewis besiegte Holyfield (der bis dahin die Titel ein weiteres Mal zurückgewonnen hatte) in einem Duologie-Kampf für die universale Anerkennung. |                    |                               |                     |                             |
| 13. November 1999 | 29. April 2000     | Lennox Lewis                  | WBA, WBC & IBF      | 0                           |
| Lewis wurde der WBA-Titel aberkannt, weil er einen Kampf mit dem WBC-Pflichtherausforderer #1 Michael Grant dem von WBA-Pflichtherausforderer #1 John Ruiz vorzog und auch nach der gerichtlichen Verwarnung bestritt. (Ruiz hatte bereits von Holyfield die Zusage für einen Titelkampf bekommen. Aufgrund der erneuten Versetzung verklagte Ruiz den WBA-Verband, die sich zuvor ohne seine Zustimmung mit Lewis geeinigt hatte. Das Gericht urteilte zugunsten von Ruiz.) Im Jahr 2004 gab Lewis seinen Rücktritt bekannt. Danach teilten sich alle Titel auf und wechselten zwischen diversen Boxern. Ab 2007 begann auch der IBF-Verband, ähnlich wie zuvor der WBA- und der WBC-Verband, die Weltmeister des WBO-Verbandes in seinen Ranglisten zu nennen und anzuerkennen. Somit war fortan ein weiterer Titel erforderlich, um als unumstrittener Weltmeister zu gelten. Die Boxexperten glaubten schon, dass eine erneute Titelvereinigung unmöglich sei, bis die Klitschko-Brüder sich an die Spitze aller Verbände boxten: WBC-Weltmeister (2004) Vitali Klitschko und sein jüngerer Bruder, IBF- (2006), WBO- (2008) und WBA-Weltmeister (2011), kurz Super-Weltmeister, Wladimir Klitschko. Im Jahr 2013 gab V. Klitschko (während des Euromaidan) seinen Rücktritt bekannt, um sich komplett seiner politischen Karriere zu widmen. Demnach löste sich die Vereinigung der Titel zwischen den Brüdern nach 2 ½ Jahren (2. Juli 2011 bis 15. Dezember 2013) und 8 gemeinsamen Verteidigungen wieder auf. Im Jahr 2015 verlor sein jüngerer Bruder alle seine Titel an Tyson Fury und gab 2017 (nach einem erneuten gescheiterten Titelkampf gegen Anthony Joshua) auch seinen Rücktritt bekannt. Fury wurde der IBF-Titel aberkannt, weil er eine sofortige Revanche mit W. Klitschko bestreiten wollte, anstatt gegen den IBF-Pflichtherausforderer #1 Vyacheslav Glazkov anzutreten. Zu dieser Revanche kam es jedoch nie, weil Fury aufgrund von Depressionen und Dopingverdacht seine restlichen Titel freigab und für 2 Jahre von der britischen Boxbehörde gesperrt wurde. Infolgedessen gab er seinen Rücktritt bekannt, bevor er Jahre später wieder im Ring zurückkehrte und den WBC-Weltmeister Deontay Wilder in einem Duologie-Kampf besiegte. Währenddessen vereinte Joshua wieder die Titel des IBF- (2016), des WBA- (2017) und des WBO-Verbandes (2018). Promoter Eddie Hearn versuchte einen Vereinigungskampf zwischen den beiden „Klitschko-Bezwingern“, Joshua und Fury, im Stil eines „All-Britain“-Finales zu veranstalten. Bevor dieser Kampf realisiert werden konnte, verlor Joshua alle seine Titel an Oleksandr Ussyk. |                    |                               |                     |                             |
| 18. Mai 2024 | 26. Juni 2024      | Oleksandr Ussyk               | WBA, WBC, IBF & WBO | 0                           |

## Cruisergewicht
| Von | Bis           | Weltmeister       | Verbände            | Erfolgreiche Verteidigungen |
| --- | ------------- | ----------------- | ------------------- | --------------------------- |
| 9. April 1988 | 1988          | Evander Holyfield | IBF, WBA & WBC      | 0                           |
| Evander Holyfield wurde der erste unumstrittene Boxweltmeister im Cruisergewicht durch einen Sieg gegen Carlos De León, bei welchem er seine WBA- und IBF-Gürtel mit dem WBC-Gürtel De Leóns vereinigte. Nach seinem Wechsel ins Schwergewicht musste Holyfield alle Gürtel abgeben.            |               |                   |                     |                             |
| 7. Januar 2006 | 31. März 2006 | O’Neil Bell       | IBF, WBA & WBC      | 0                           |
| O’Neil Bell vereinigte seinen IBF mit dem WBA und WBC Gürtel von Jean-Marc Mormeck und wurde somit der zweite unumstrittene Weltmeister in dieser Gewichtsklasse. Später wurde ihm der Titel der IBF aberkannt, da er nicht gegen deren Pflichtherausforderer Steve Cunningham antreten wollte. |               |                   |                     |                             |
| 21. Juli 2018 | 28. März 2019 | Oleksandr Ussyk   | IBF, WBA, WBC & WBO | 1                           |

## Halbschwergewicht
| Von | Bis                | Weltmeister      | Verbände       | Erfolgreiche Verteidigungen |
| --- | ------------------ | ---------------- | -------------- | --------------------------- |
| 1. Juni 1963 | 30. März 1965      | Willie Pastrano  | WBC & WBA      | 2                           |
| 30. März 1965 | 16. Dezember 1966  | José Torres      | WBC & WBA      | 3                           |
| 16. Dezember 1966 | 24. Mai 1968       | Dick Tiger       | WBC & WBA      | 2                           |
| 24. Mai 1968 | 9. Dezember 1970   | Bob Foster       | WBC & WBA      | 4                           |
| Bob Foster wurde der WBA-Gürtel aberkannt, da er sich weigerte diesen zu verteidigen. |                    |                  |                |                             |
| 7. April 1972 | 16. September 1974 | Bob Foster (2)   | WBC & WBA      | 5                           |
| Foster vereinigte durch einen Sieg gegen Vicente Rondón wieder beide Gürtel und hielt diese bis zu seinem Rücktritt am 16. September 1974. |                    |                  |                |                             |
| 18. März 1983 | 21. September 1985 | Michael Spinks   | WBA, WBC & IBF | 4                           |
| Michael Spinks vereinigte die Titel, indem er Dwight Qawi besiegte. Später gewann er auch noch den Titel der IBF. Durch seinen Wechsel ins Schwergewicht musste er alle Titel aufgeben. |                    |                  |                |                             |
| 5. Juni 1999 | 7. September 2002  | Roy Jones junior | WBA, WBC & IBF | 7                           |
| Obwohl Dariusz Michalczewski der Lineare bzw. WBO-Weltmeister war, besiegte Roy Jones junior Reggie Johnson und vereinigte so seine Gürtel der WBA und WBC mit Johnsons IBF-Gürtel, was ihn zum unumstrittenen Weltmeister machte. Nach seinem Wechsel ins Schwergewicht musste auch er alle Titel abgeben. |                    |                  |                |                             |

## Mittelgewicht
| Von | Bis                | Weltmeister             | Verbände            | Erfolgreiche Verteidigungen |
| --- | ------------------ | ----------------------- | ------------------- | --------------------------- |
| 10. August 1963 | 12. Dezember 1963  | Dick Tiger              | WBA & WBC           | 0                           |
| 12. Dezember 1963 | 21. Oktober 1965   | Joey Giardello          | WBA & WBC           | 4                           |
| 21. Oktober 1965 | 25. April 1966     | Dick Tiger (2)          | WBA & WBC           | 0                           |
| 17. April 1967 | 29. September 1967 | Nino Benvenuti          | WBA & WBC           | 0                           |
| 29. September 1967 | 4. März 1968       | Emile Griffith          | WBA & WBC           | 2                           |
| 4. März 1968 | 7. November 1970   | Nino Benvenuti (2)      | WBA & WBC           | 4                           |
| 7. November 1970 | 9. Februar 1974    | Carlos Monzón           | WBA & WBC           | 9                           |
| Monzon wurde sein WBC-Titel aberkannt, nachdem er nicht gegen seinen Pflichtherausforderer Rodrigo Valdez angetreten war. |                    |                         |                     |                             |
| 26. Juni 1976 | 30. Juli 1977      | Carlos Monzón (2)       | WBA & WBC           | 1                           |
| 5. November 1977 | Mai 22, 1978       | Rodrigo Valdez          | WBA & WBC           | 0                           |
| 22. Mai 1978 | 30. Juni 1979      | Hugo Corro              | WBA & WBC           | 2                           |
| 30. Juni 1979 | 16. März 1980      | Vito Antuofermo         | WBA & WBC           | 1                           |
| 16. März 1980 | 27. September 1980 | Alan Minter             | WBA & WBC           | 1                           |
| 27. September 1980 | 6. Juni 1987       | Marvelous Marvin Hagler | WBA, WBC & IBF      | 12                          |
| Marvin Hagler wurde der erste IBF-Weltmeister und konnte diesen Gürtel zu seinen Gürteln der WBA und WBC hinzufügen. Da Hagler gegen Sugar Ray Leonard seinen WBC-Gürtel riskierte, erkannten die IBF und WBA ihm seine Titel ab. Er verlor nach Punkten auch den Kampf gegen Leonard.                                        |                    |                         |                     |                             |
| 29. September 2001 | 16. Juli 2005      | Bernard Hopkins         | WBA, WBC, IBF & WBO | 6                           |
| Bernard Hopkins wurde der erste unumstrittene Champion, nachdem er durch einen Sieg über Félix Trinidad die Gürtel der WBC, WBA und IBF vereinigen konnte. Später gewann er durch einen Sieg gegen Óscar de la Hoya noch den Gürtel der WBO, was ihn zum ersten Boxer machte, der alle vier Titel gleichzeitig halten konnte. |                    |                         |                     |                             |
| 16. Juli 2005 | 14. Dezember 2006  | Jermain Taylor          | WBA, WBC, IBF & WBO | 0                           |
| Taylor verlor seinen IBF-Gürtel, als er einen Rückkampf gegen Bernard Hopkins einem Kampf gegen den Herausforderer Nummer 1 der IBF, Arthur Abraham, vorzog. Durch die Aberkennung seines WBA-Gürtels am 14. Dezember 2006 verlor er auch seinen Status als unumstrittener Weltmeister.                                       |                    |                         |                     |                             |

## Halbmittelgewicht
| Von | Bis               | Weltmeister          | Verbände       | Erfolgreiche Verteidigungen |
| --- | ----------------- | -------------------- | -------------- | --------------------------- |
| 20. Oktober 1962 | 29. April 1963    | Denny Moyer          | WBA & WBC      | 2                           |
| 29. April 1963 | 7. September 1963 | Ralph Dupas          | WBA & WBC      | 0                           |
| 7. September 1963 | 18. Juni 1965     | Sandro Mazzinghi     | WBA & WBC      | 1                           |
| 18. Juni 1965 | 25. Juni 1966     | Nino Benvenuti       | WBA & WBC      | 0                           |
| 25. Juni 1966 | 26. Mai 1968      | Kim Ki-soo           | WBA & WBC      | 2                           |
| 26. Mai 1968 | 25. Oktober 1968  | Sandro Mazzinghi (2) | WBA & WBC      | 0                           |
| 17. März 1969 | 9. Juli 1970      | Freddie Little       | WBA & WBC      | 2                           |
| 9. Juli 1970 | 31. Oktober 1971  | Carmelo Bossi        | WBA & WBC      | 0                           |
| 31. Oktober 1971 | 4. Juni 1974      | Koichi Wajima        | WBA,& WBC      | 6                           |
| 4. Juni 1974 | 21. Januar 1975   | Oscar Albarado       | WBA,& WBC      | 1                           |
| 21. Januar 1975 | 22. März 1975     | Koichi Wajima (2)    | WBA & WBC      | 0                           |
| 13. März 2004 | 20. November 2004 | Winky Wright         | WBA, WBC & IBF | 0                           |
| Durch die Vereinigung seines IBF-Gürtels mit dem WBA- und WBC-Gürtel durch einen Sieg über Shane Mosley wurde Winky Wright der erste unumstrittene Weltmeister des Halbmittelgewichts. Im Rückkampf gegen Mosley verlor er dann gegen diesen und verlor damit seinen IBF-Gürtel. |                   |                      |                |                             |

## Weltergewicht
| Von | Bis                | Weltmeister       | Verbände       | Erfolgreiche Verteidigungen |
| --- | ------------------ | ----------------- | -------------- | --------------------------- |
| 21. März 1963 | 8. Juni 1963       | Luis Rodríguez    | WBA & WBC      | 0                           |
| 8. Juni 1963 | 10. Dezember 1965  | Emile Griffith    | WBA & WBC      | 6                           |
| Durch seinen Wechsel ins Mittelgewicht musste Emile Griffith alle seine Titel abgeben. |                    |                   |                |                             |
| 28. November 1966 | 18. April 1969     | Curtis Cokes      | WBA & WBC      | 5                           |
| Curtis Cokes vereinigte alle Titel durch einen Sieg über Jean Josselin. |                    |                   |                |                             |
| 18. April 1969 | 3. Dezember 1970   | José Nápoles      | WBA & WBC      | 3                           |
| 3. Dezember 1970 | 4. Juni 1971       | Billy Backus      | WBA & WBC      | 0                           |
| 4. Juni 1971 | Mai 1975           | José Nápoles (2)  | WBA & WBC      | 9                           |
| Durch eine Niederlage im Rückkampf gegen Armando Muñíz verlor Nápoles seinen WBA-Gürtel. |                    |                   |                |                             |
| 16. September 1981 | 15. Februar 1982   | Sugar Ray Leonard | WBA & WBC      | 1                           |
| Sugar Ray Leonard vereinigte seinen WBC-Gürtel mit Thomas Hearns' WBA-Gürtel und wurde somit der erste unumstrittene Weltmeister seit sieben Jahren. Später musste er seine Titel abgeben, da bei ihm eine Netzhautablösung zur Beendigung seiner Karriere zwingen musste. |                    |                   |                |                             |
| 6. Dezember 1985 | 27. September 1986 | Donald Curry      | WBA, WBC & IBF | 1                           |
| Donald Curry vereinigte seinen WBA- und IBF-Gürtel mit Milton McCrorys WBC-Titel und wurde somit der nächste unumstrittene Weltmeister. |                    |                   |                |                             |
| 27. September 1986 | 1987               | Lloyd Honeyghan   | WBA, WBC & IBF | 2                           |
| Lloyd Honeyghan gab seinen WBA-Titel zurück, um gegen die Entscheidung des Verbandes, dass Weltmeisterschaftskämpfe in Südafrika stattfanden, zu protestieren. |                    |                   |                |                             |
| 13. Dezember 2003 | 5. Februar 2005    | Cory Spinks       | WBA, WBC & IBF | 2                           |
| Cory Spinks wurde unumstrittener Weltmeister, indem er durch einen Sieg über Ricardo Mayorga seinen IBF-Gürtel mit den Gürteln der WBC und WBA vereinigte. |                    |                   |                |                             |
| 5. Februar 2005 | 7. Januar 2006     | Zab Judah         | WBA, WBC & IBF | 1                           |
| Zab Judah verlor zwar seinen Titelkampf gegen Carlos Baldomir, da dieser aber nur die Gebühren an das WBC entrichtet hatte, durfte er seinen IBF-Titel behalten. Diesen verlor er jedoch später gegen Floyd Mayweather Jr.                                                 |                    |                   |                |                             |

## Halbweltergewicht
| Von | Bis                         | Weltmeister      | Verbände            | Erfolgreiche Verteidigungen |
| --- | --------------------------- | ---------------- | ------------------- | --------------------------- |
| 15. Juni 1963 | 18. Januar 1965             | Eddie Perkins    | WBA & WBC           | 2                           |
| 18. Januar 1965 | 29. April 1966              | Carlos Hernández | WBA & WBC           | 0                           |
| 29. April 1966 | 30. April 1967              | Sandro Lopopolo  | WBA & WBC           | 0                           |
| 30. April 1967 | 16. November 1967 (Vacated) | Takeshi Fuji     | WBA & WBC           | 1                           |
| 3. November 2001 | 19. Januar 2003             | Kostya Tszyu     | WBA, WBC & IBF      | 2                           |
| Kostya Tszyu wurde unumstrittener Weltmeister, indem er Zab Judahs IBF-Gürtel gewann und somit alle drei Titel gleichzeitig halten konnte. Aufgrund von Trainingsverletzungen konnte Tszyu weder seinen WBC- noch seinen WBA-Titel verteidigen und ihm wurden beide Titel wegen Inaktivität aberkannt. Seinen IBF-Gürtel verlor er später gegen Ricky Hatton. |                             |                  |                     |                             |
| 19. August 2017 | 30. August 2017             | Terence Crawford | WBA, WBC, IBF & WBO | 0                           |

## Leichtgewicht
| Von | Bis                | Weltmeister       | Verbände       | Erfolgreiche Verteidigungen |
| --- | ------------------ | ----------------- | -------------- | --------------------------- |
| 7. April 1963 | 1. April 1965      | Carlos Ortiz      | WBA & WBC      | 2                           |
| 10. April 1965 | 13. November 1965  | Ismael Laguna     | WBA & WBC      | 0                           |
| 13. November 1965 | 29. Juni 1968      | Carlos Ortiz (2)  | WBA & WBC      | 5                           |
| 29. Juni 1968 | 18. Februar 1969   | Carlos Teo Cruz   | WBA & WBC      | 1                           |
| 18. Februar 1969 | 3. März 1970       | Mando Ramos       | WBA & WBC      | 0                           |
| 3. März 1970 | 15. September 1970 | Ismael Laguna (2) | WBA & WBC      | 0                           |
| Ismael Laguna gab seinen WBC-Titel auf. |                    |                   |                |                             |
| 12. Februar 1971 | 25. Juni 1971      | Ken Buchanan      | WBA & WBC      | 1                           |
| Nach Vertragsschwierigkeiten gab Buchanan seinen WBC-Titel auf. |                    |                   |                |                             |
| 21. Januar 1978 | Januar 1979        | Roberto Durán     | WBA & WBC      | 0                           |
| Roberto Durán, der den WBA-Titel hielt, wurde unumstrittener Weltmeister, nachdem er den WBC-Weltmeister Esteban de Jesús besiegen konnte. Nach seinem Wechsel ins Weltergewicht, gab er beide Titel auf.                                  |                    |                   |                |                             |
| 11. August 1990 | 18. Januar 1992    | Pernell Whitaker  | WBA, WBC & IBF | 3                           |
| Pernell Whitaker, der bereits den IBF- und WBC-Gürtel hielt, gewann gegen Juan Nazario, den Weltmeister der WBA und wurde somit der unumstrittene Weltmeister. Er musste alle seine Titel abgeben, als er ins Halbweltergewicht wechselte. |                    |                   |                |                             |

## Superfedergewicht
| Von | Bis               | Weltmeister       | Verbände  | Erfolgreiche Verteidigungen |
| --- | ----------------- | ----------------- | --------- | --------------------------- |
| 16. Februar 1963 | 15. Juni 1967     | Flash Elorde      | WBA & WBC | 5                           |
| 15. Juni 1967 | 14. Dezember 1967 | Yoshiaki Numata   | WBA & WBC | 0                           |
| 14. Dezember 1967 | 19. Januar 1969   | Hiroshi Kobayashi | WBA & WBC | 0                           |
| Hiroshi Kobayashi wurde sein WBC-Titel aberkannt, da er nicht gegen René Barrientos antreten wollte, obwohl er zuvor einen Vertrag unterschrieben hatte. |                   |                   |           |                             |

## Federgewicht
| Von | Bis                | Weltmeister      | Verbände  | Erfolgreiche Verteidigungen |
| --- | ------------------ | ---------------- | --------- | --------------------------- |
| 21. März 1963 | 26. September 1964 | Sugar Ramos      | WBA & WBC | 0                           |
| 26. September 1964 | 14. Oktober 1967   | Vicente Saldivar | WBA & WBC | 7                           |
| Vicente Saldivar beendete seine Karriere, nachdem er seinen Titel erfolgreich gegen Howard Winstone verteidigt hatte. |                    |                  |           |                             |

## Bantamgewicht
| Von | Bis              | Weltmeister        | Verbände  | Erfolgreiche Verteidigungen |
| --- | ---------------- | ------------------ | --------- | --------------------------- |
| 11. September 1962 | 18. Mai 1965     | Eder Jofre         | WBA & WBC | 2                           |
| 18. Mai 1965 | 27. Februar 1968 | Fighting Harada    | WBA & WBC | 4                           |
| 27. Februar 1968 | 22. August 1969  | Lionel Rose        | WBA & WBC | 3                           |
| 22. August 1969 | 16. Oktober 1970 | Rubén Olivares     | WBA & WBC | 2                           |
| 16. Oktober 1970 | 2. April 1971    | Chucho Castillo    | WBA & WBC | 0                           |
| 2. April 1971 | 19. März 1972    | Rubén Olivares (2) | WBA & WBC | 2                           |
| 19. März 1972 | 29. Juli 1972    | Rafael Herrera     | WBA & WBC | 0                           |
| 29. Juli 1972 | 14. April 1973   | Enrique Pinder     | WBA & WBC | 0                           |
| Enrique Pinder wurde sein WBC-Gürtel kurz nach dem Gewinn wieder aberkannt, da er seinen Titel nicht gegen Rodolfo Martínez verteidigte. |                  |                    |           |                             |

## Superfliegengewicht
| Von          | Bis           | Weltmeister   | Verbände  | Erfolgreiche Verteidigungen |
| ------------ | ------------- | ------------- | --------- | --------------------------- |
| 5. Juli 1984 | 30. März 1986 | Jiro Watanabe | WBA & WBC | 3                           |

## Fliegengewicht
| Von                | Bis             | Weltmeister       | Verbände  | Erfolgreiche Verteidigungen |
| ------------------ | --------------- | ----------------- | --------- | --------------------------- |
| 18. September 1963 | 23. Januar 1964 | Hiroyuki Ebihara  | WBA & WBC | 0                           |
| 23. Januar 1964    | 23. April 1965  | Pone Kingpetch    | WBA & WBC | 0                           |
| 23. April 1965     | November 1965   | Salvatore Burruni | WBA & WBC | 0                           |
| 1. März 1966       | 2. Oktober 1968 | Horacio Accavallo | WBA & WBC | 3                           |